# San José de Feliciano (departement)
San José de Feliciano is een departement in de Argentijnse provincie Entre Ríos. Het departement (Spaans: departamento) heeft een oppervlakte van 3.143 km² en telt 14.584 inwoners. Analfabetisme is 7,4% in 2001.

## Plaatsen in departement San José de Feliciano
- Distrito Chañar
- La Esmeralda
- Laguna Benítez
- La Hierra
- Las Mulitas
- La Verbena
- Mulas Grandes
- San José de Feliciano
- San Víctor